# مرلین اکسپرس
مرلین اکسپرس (به انگلیسی: Merlin Express) یک شرکت هواپیمایی است.

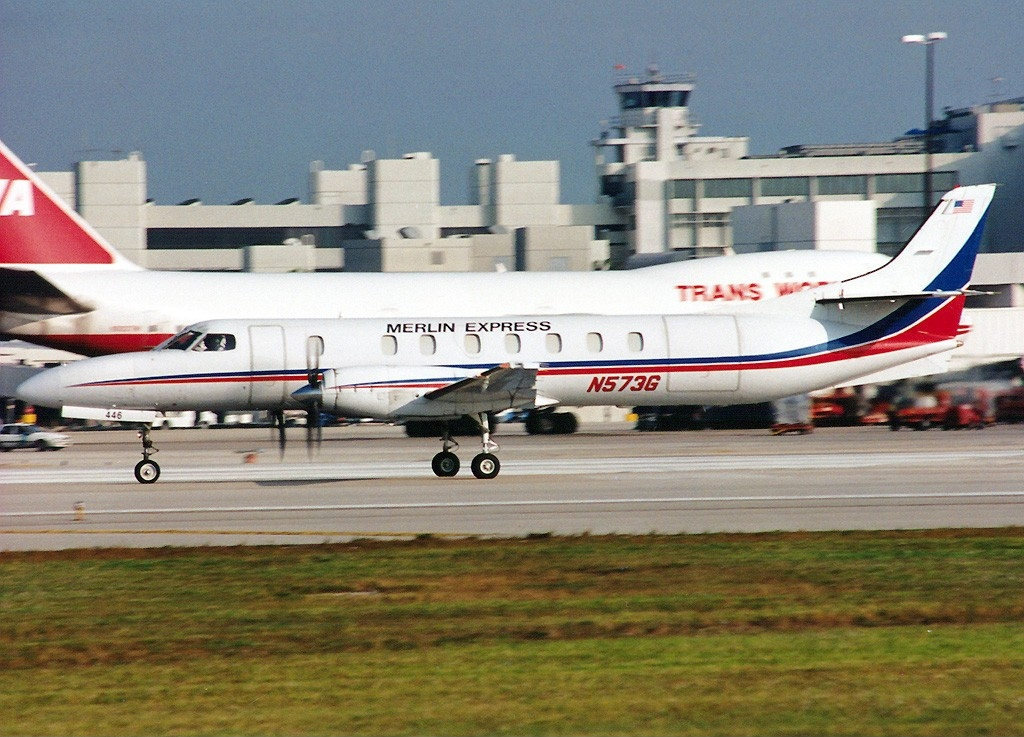
مرلین اکسپرس

دفتر مرکزی مرلین اکسپرس در اگوادیلا، پویرتو ریکو واقع شده‌است و قطب این شرکت هواپیمایی در فرودگاه رافائل هرناندز قرار دارد و به ۶ مقصد، پرواز مستقیم انجام می‌دهد.